# Solanka Richtera
Solanka Richtera (Salsola richteri (Moq.) Kar. ex Litv.) – gatunek w różnych systemach klasyfikacyjnych włączany do rodziny komosowatych lub szarłatowatych. W stanie dzikim występuje na pustynnych piaskach w Azji Środkowej (Iran, Turkmenistan, Uzbekistan, Pakistan).

## Morfologia
Krzew lub niewysokie drzewo do 3 m wysokości. Ma wąskie liście i kwiaty promieniste w kątach szczytowych liści. Owocem jest orzeszek 1-jednonasienny.

## Zastosowanie
Roślina lecznicza zawierająca alkaloid używany przy leczeniu nadciśnienia.